# Peder Mandrup Meyer
Peder Mandrup Meyer (4. februar 1841 på St. Thomas – 12. april 1919) var en dansk organist og komponist.
Meyers far var skibslæge og ved sønnens fødsel bosat på St. Thomas. Efter at familien havde bosat sig i Danmark blev Peder Mandrup Meyer undervist i orgel, klaver og cello samt musikteori af bl.a. Johan Christian Gebauer og Niels W. Gade, der også brugte ham som vikar ved orglet i Holmens Kirke.
Fra 1874 til sin død var Meyer kantor ved Frederiksberg Kirke. Derudover virkede han som censor ved Musikkonservatoriets orgeleksaminer.

## Musik
- Fuldstændigt klaverudtog for 4 Hænder af Kuhlaus musik til Elverhøj (arr. af Peder Mandrup Meyer 1869)
- et par hefter "Compositioner for Pianoforte"
- et lille hefte med pedaløvelser
- en større samling salmer for 3-stemmigt damekor
- 19 Præludier for Orgel (udg. 2002)
- 25 Præludier for Orgel (udg. 2002)
- 20 Præludier for Orgel (udg. 2003)
- upubliceret klaver- og orgelmusik